# 2014년 전주국제영화제
제15회 전주국제영화제는 2014년 5월에 개최된 영화제이다. 사회자는 이병준이다.

## 수상 및 후보

### 국제경쟁 - 대상
- 공포의 역사 - 벤자민 나이스타트 수상

### 국제경쟁 - 심사위원특별상
- 호텔 누에바 이슬라 - 이레네 구띠에레스 수상

### 한국경쟁 - 대상
- 새출발 - 장우진 수상

### 한국단편경쟁 - 대상
- 저 문은 언제부터 열려있었던 거지? - 김유리 수상

### 한국단편경쟁 - 감독상
- 12번째 보조사제 - 장재현 수상

### 한국단편경쟁 - 심사위원특별상
- 호산나 - 나영길 수상

### 우석상
- 죽음의 해안 - 로이스 파티노 수상

### 무비꼴라쥬상
- 마녀 - 유영선 수상
- 60만 번의 트라이 - 박사유 외 1명 수상

### 넷팩(아시아영화진흥기구)상
- 동경가족 - 야마다 요지 수상

### 국제경쟁
- 가녀린 희망 - 호리구치 마사키
- 까사 그란데 - 펠리페 바르보사
- 디프렛 - 제레자네이 버헤인 머하리
- 우물 - 미카엘 로웨
- 죽음의 해안 - 로이스 파티노
- 처녀논쟁 - 람 라메쉬 샤르마
- 통제할 수 없는 - 안자 마쿠아트
- 푸른 물결 - 제이넵 다닥 외 1명
- 호텔 누에바 이슬라 - 이레네 구띠에레스 외 1명

### 한국경쟁
- 60만 번의 트라이 - 박사유 외 1명
- 그댄 나의 뱀파이어 - 이원회
- 레디 액션 청춘 - 김진무 외 3명
- 마녀 - 유영선
- 몽키즈 - 정병식
- 미성년 - 이경섭
- 새출발 - 장우진
- 숙희 - 양지은
- 악사들 - 김지곤
- 철의 꿈 - 박경근
- 포항 - 모현신

### 한국단편경쟁
- 저 문은 언제부터 열려있었던 거지? - 김유리
- 마침내 날이 샌다 - 한인미
- 롤러 블레이드 - 임승미
- 12번째 보조사제 - 장재현
- 알럼 - 신은희
- 집 - 이환
- 풍진 - 이현빈
- 루이스 자네티의 영화의 이해 - 임지은
- 로망, 그레꼬로망 - 권봉근
- 밤과 꿈 - 박송열
- 고양이 - 윤서현
- 거대한 태양이 다가온다 - 이용선
- 사브라 - 정대건
- 노네임 - 김수현
- 보이콧 선언 - 임보영
- 호산나 - 나영길

### 디지털 삼인삼색
- 산다 - 박정범
- 자유낙하 - 기요로기 폴피
- 조류인간 - 신연식

### 월드 시네마스케이프
- 7월 14일의 소녀 - 앙토냉 페레자코
- 8월의 호수 - 양 헝
- 군중 속의 남자 - 마르셀로 고메스
- 나탕 - 데이빗 케언스 외 1명
- 남편 - 브루스 맥도널드
- 너덜거리는 혁명 - 아흐마드 압달라
- 두근대는 심장을 멈추고 - 로베르토 미너비니
- 더 디스턴스 - 세르지오 카발레로
- 로크 - 스티븐 나이트
- 마스터 오브 더 유니버스 - 마크 바우더
- 미셸 우엘벡 납치사건 - 기욤 니클루
- 블루 루인 - 제레미 솔니에
- 사이버 사랑 - 베일리에 비치
- 씨버너스 - 멜리사 오넬
- 안토니스 파라스케바스의 영원한 복귀 - 엘리나 프시코
- 언더 더 스킨 - 조나단 글레이저
- 업스트림 컬러 - 쉐인 카루스
- 에이지 오브 패닉 - 저스틴 트리엣
- 엘 무도 - 다니엘 베가 외 1명
- 유 앤 더 나이트 - 얀 곤잘레즈
- 이스턴 보이즈 - 로빈 캉필로
- 이야 모노가타리 - 츠타 테츠이치로
- 이후의 삶 - 데이비드 파블로스
- 추락 - 자밀 X.T. 쿠베카
- 키페의 여인들 - 세바스찬 세풀베다
- 투 킬 어 맨 - 알레한드로 페르난데즈 알멘드라스
- 팁 탑 - 세르쥬 보종
- 포르마 - 사카모토 아유미
- 프란시스 하 - 노아 바움백
- 해체 - 세바스티안 필로트
- 경관의 아내 - 필립 그로닝
- 그레이트 뷰티 - 파올로 소렌티노
- 모든 것이 적막한 - 나누크 레오폴드
- 버클리에서 - 프레더릭 와이즈먼
- 세 개의 해석에 관한 연습 - 크리스티 푸이유
- 슬픔을 넘어 - 닐스 말므로스
- 어뷰즈 오브 위크너스 - 카트린 브레야
- 언노운 노운 - 에롤 모리스
- 옥토버 노벰버 - 괴츠 스필만
- 인류의 기쁨이 머무는 곳 - 드니 코테
- 조 - 데이빗 고든 그린
- 지붕 위의 사람들 - 메르작 알루아슈
- 진실은 불타지 않는다 - 모함마드 라술로프
- 콘크리트 나이트 - 피르조 혼카살로
- 타오르는 불씨 - 아그네츠카 홀란드

### 시네마천국
- 그랜드 스트리트 - 렉스 시던
- 금으로 물든 저녁 - 오누르 윈뤼
- 나의 첫 번째 장례식 - 샘 가바르스키
- 내 이름은... - 아네스 베
- 동경가족 - 야마다 요지
- 라이어스 다이스 - 지투 모한다스
- 랄프 스테드먼 스토리: 이상한 나라의 친구들 - 찰리 폴
- 마담 프루스트의 비밀정원 - 실뱅 쇼메
- 무드 인디고 - 미셸 공드리
- 비비안 마이어를 찾아서 - 찰리 시스켈 외 1명
- 사라짐의 순서 - 한스 페테르 몰란
- 선 위의 희망 - 알렉산드르 파파니콜라우 외 1명
- 스틸 라이프 - 우베르토 파졸리니
- 악단의 토끼 - 스즈키 타쿠지
- 안녕 계곡 - 타츠시 오모리
- 위 아 더 베스트! - 루카스 무디슨
- 정글의 창조자 - 조르디 모라토
- 클래스 에너미 - 록 비첵
- 페코로스, 어머니 만나러 갑니다 - 모리사키 아즈마
- 프리덤 버스 - 파티마 앱돌러히언

### 영화보다 낯선
- 가능성들 - 산티아고 미트레
- 라스트 무비 - 페드로 템보리
- 세컨드 게임 - 코르넬리우 포룸보이우
- 어둠을 밀어내는 주문 - 벤 리버스 외 1명
- 완벽하게 사라지는 법 - 라야 마틴
- 왓 나우? 리마인드 미 - 조아킴 핀토
- 킬링 스트레인저스 - 야콥 세세르 쉴싱에르 외 1명
- 하객들 - 켄 제이콥스
- 활주로 - 모더니즘의 도피 - 헤인즈 에미그홀즈
- 겨울 - 크리스티나 피치
- 궁전 - 니콜라스 페레다
- 그림자의 산 - 로이스 파티노
- 다크 갤러리 - 니콜라스 프로보스트
- 독일에서의 회고록 - 조나스 메카스
- 리버 플레이트 - 요제프 다베르니그
- 잊기 전에 해결해야 할 것들 - 벤 러셀
- 자브리스키 포인트 리댁티드 - 스테픈 코널리
- 장르 서브 장르 - 요셉 앙기 노엔
- 페인터 - 니콜라스 프로보스트

### 시네마톨로지
- 더블 플레이 : 제임스 베닝과 리처드 링클레이터 - 게이브 클링거
- 미스터 엑스 - 테사 루이스-살롬
- 베리만 통과하기 - 히네크 팔라스 외 1명
- 벨라 타르, 나는 영화감독이었다 - 장-마크 라무르
- 사무엘 풀러의 삶 - 사만다 풀러
- 파리의 에릭 로메르 - 리차드 미섹

### 시네마페스트 불면의 밤
- 더블 - 리처드 아요데
- 사우스클리프 - T. 숀 더킨
- 살인마들 - 모 브라더스
- 새크라멘트 - 티 웨스트
- 스타드 업 - 데이빗 맥킨지
- 인 데어 스킨 - 제레미 파워 레김발
- 찰리 컨트리맨 - 프레드릭 본드
- 피해자들 - 노진수
- 한밤의 아이들 - 디파 메타

### 시네마스케이프 단편
- 갱 이누이트 - 세바스티앙 베베데르
- 구름의 그림자 - 라드 주드
- 그림자의 부분 - 올리비에 스몰더스
- 노아 - 월터 우드맨 외 1명
- 라파엘의 길 - 알레산드로 팔코
- 르 타블로 - 로랑 아샤르
- 이웃집 남자 - 아드리안 시타루
- 전능한! - 아딧야 아사랏
- 카스텔로 카발칸티 - 웨스 앤더슨 외 1명
- 라이크니스 - 로드리고 프리에토
- 리뎀션 - 미겔 고미쉬
- 스위머 - 린 램지
- 이뎀 파리 - 데이빗 린치

### 시네마스케이프 한국영화 쇼케이스
- 구름다리 - 정일건
- 귀접 - 이현철
- 너를 부르마 - 민병훈
- 누구에게나 찬란한 - 임유철
- 디렉터스 컷 - 박준범
- 망대 - 문승욱
- 미국인친구 - 성지혜
- 미조 - 남기웅
- 블랙딜 : 누구를 위한 민영화인가? - 이조훈
- 야간비행 - 이송희일
- 이것이 우리의 끝이다 - 김경묵
- 잡식가족의 딜레마 - 황윤
- 친애하는 지도자동지께 - 이상우

### 스페셜 포커스 - 로셀리니: 네오리얼리즘에서 휴머니즘까지
- 독일 영년 - 로베르토 로셀리니
- 루이 14세의 권력쟁취 - 로베르토 로셀리니
- 붉은 재 - 로베르토 로셀리니 외 1명
- 스트롬볼리 - 로베르토 로셀리니

### 스페셜 포커스 - 출발로써의 다큐멘터리: 세 거장의 기원
- 그가 없는 8월이 - 고레에다 히로카즈
- 그러나... 복지를 버리는 시대로 - 고레에다 히로카즈
- 기억을 잃어버린 때 - 고레에다 히로카즈
- 또 하나의 교육 - 고레에다 히로카즈
- 레옹M의 보트가 처음으로 뫼즈강을 내려갈 때 - 장 피에르 다르덴
- 모델 - 울리히 자이델
- 상실시대 - 울리히 자이델
- 애니멀 러브 - 울리히 자이델
- 어느 임시 대학의 강의 - 장 피에르 다르덴
- 전쟁을 끝내기 위해, 벽은 무너져야 했다 - 장 피에르 다르덴
- 조나단을 보라, 장 루베의 작품 세계 - 장 피에르 다르덴